# Vizualizér

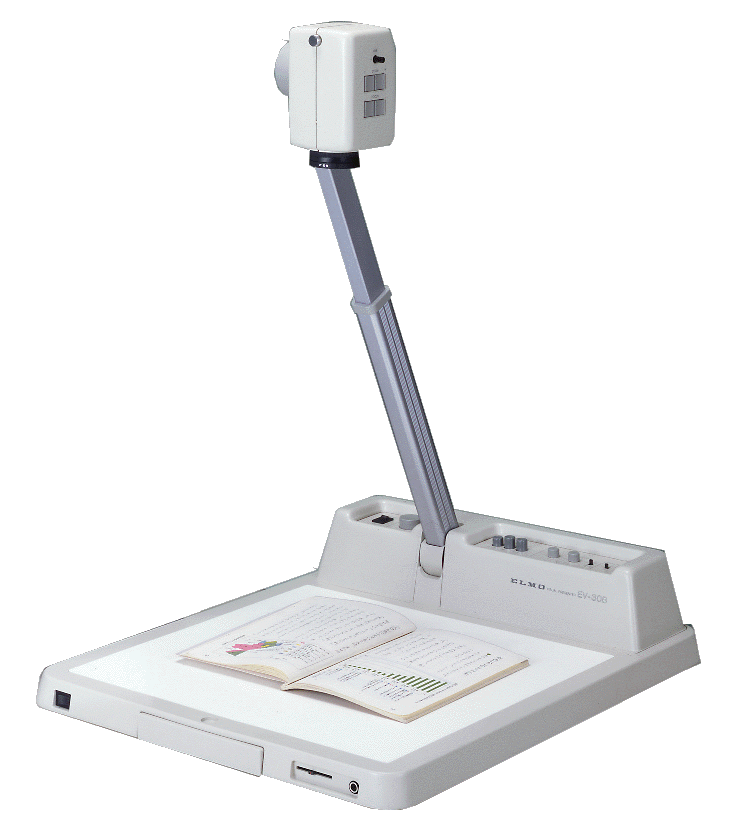
Vizualizér z roku 2012

Vizualizér je zařízení, které slouží ke snímání obrazu ve fyzické podobě (např. text na papíře, text na fólii, fotografie, ...) a převádí jej na podobu digitální. Připojí-li se vizualizér k počítači, lze obraz z papíru promítnout na další digitální plochy, např. na další monitory nebo interaktivní tabuli, proto se nejčastěji využívá při přednáškách a prezentacích. Obraz sejmutý vizualizérem lze v digitální podobě dále upravovat prostřednictvím vhodného softwaru.